# Лобез (гмина)

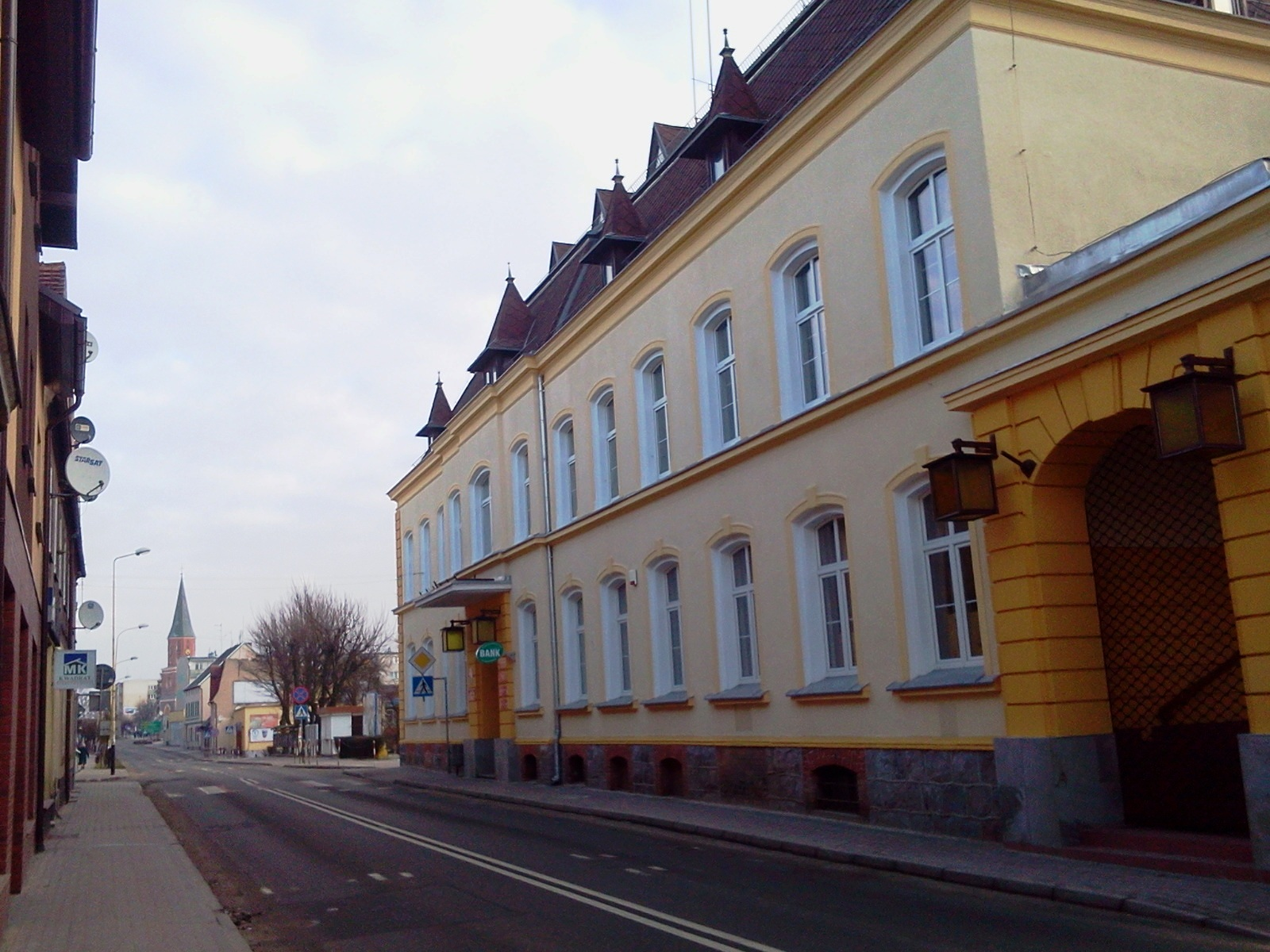
Управление гмины и Города

Лобез (пол. Łobez) — гмина (уезд) в Польше, входит как административная единица в Лобезский повет, Западно-Поморское воеводство. Население — 14 345 человек (на 2014 год).

## Расположение гмины в повете

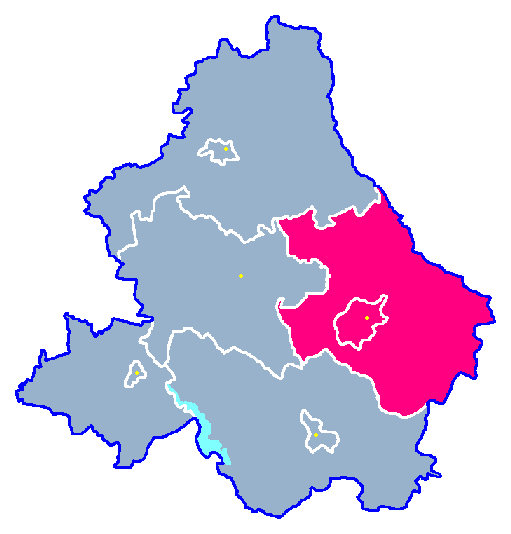
Гмина Łobez (красный цвет)

## Перечень деревень в гмине
Солэцтва: Бэлчна, Бонин, Дально, Добешево, Грабово, Карвово, Клемпница, Лобжаны, Мэшнэ, Негжебя, Порадз, Прусиново, Пшибоже, Рожново Лобэске, Рыново, Сулишевице, Тарново, Униме, Ворово, Выседле, Загужице, Заезеже.
Другие местности: Будзищэ, Бышево, Колдромб, Поляково, Поможаны, Прибыли, Рыново, Тшещина, Захэлме, Закжице, Здзиславице.

## Памятники
Исторические объекты на территории гмины:
- Костёл — Лобез (XV в.)
- Бонин — костёл (XV в.)
- Выседле — костёл (XVI в.)
- Добешево — костёл (XVI в.)
- Бэлчна — костёл (XVIII в.)
- Порадз — ветряная мельница (XIX в.)
- Карвово — костёл (XVIII в.)
- Заезеже — костёл (XIX в.)
- Загужице — костёл (XIX в.)

## Фотогалерея

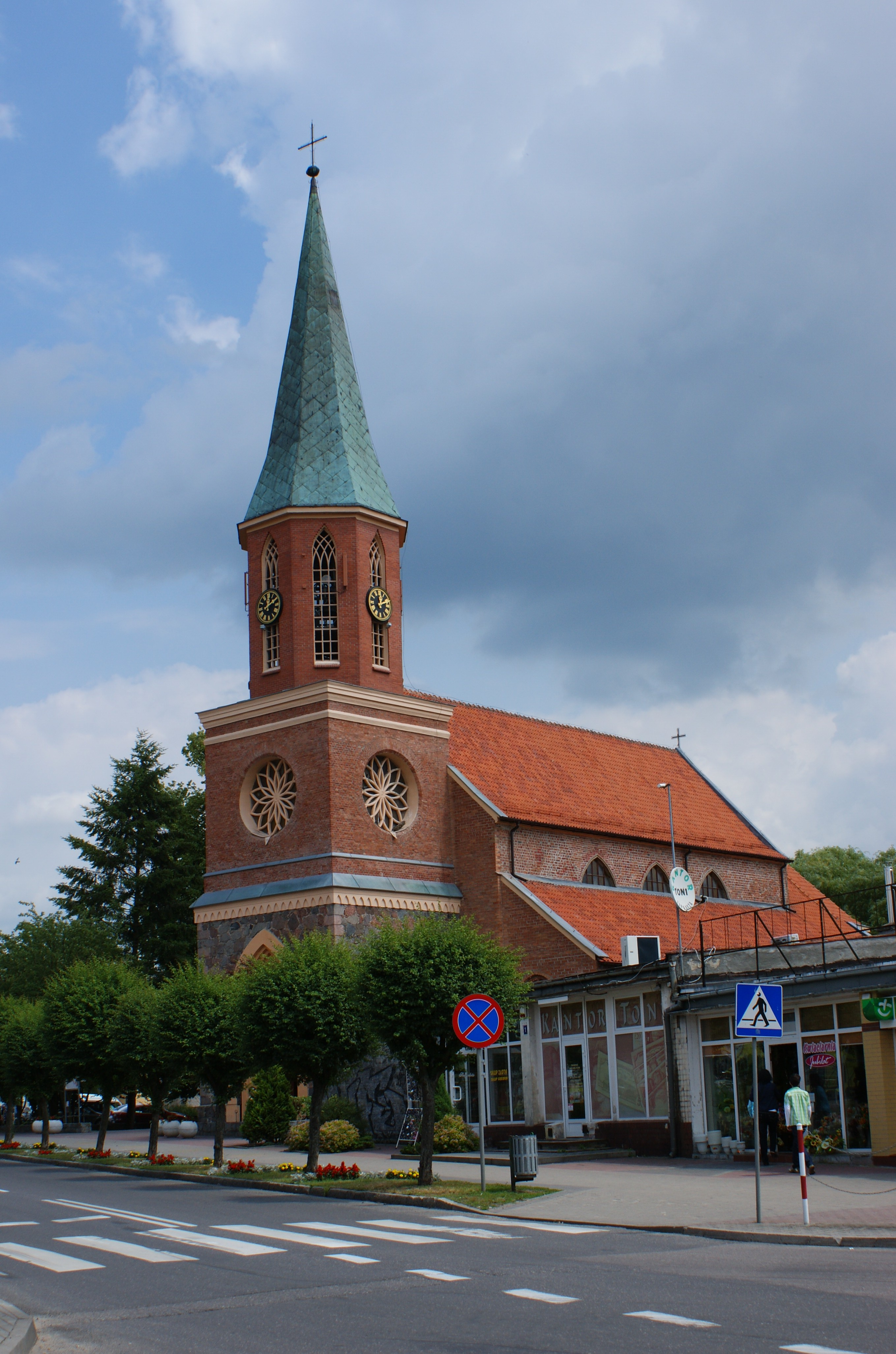
Костёл — Лобез
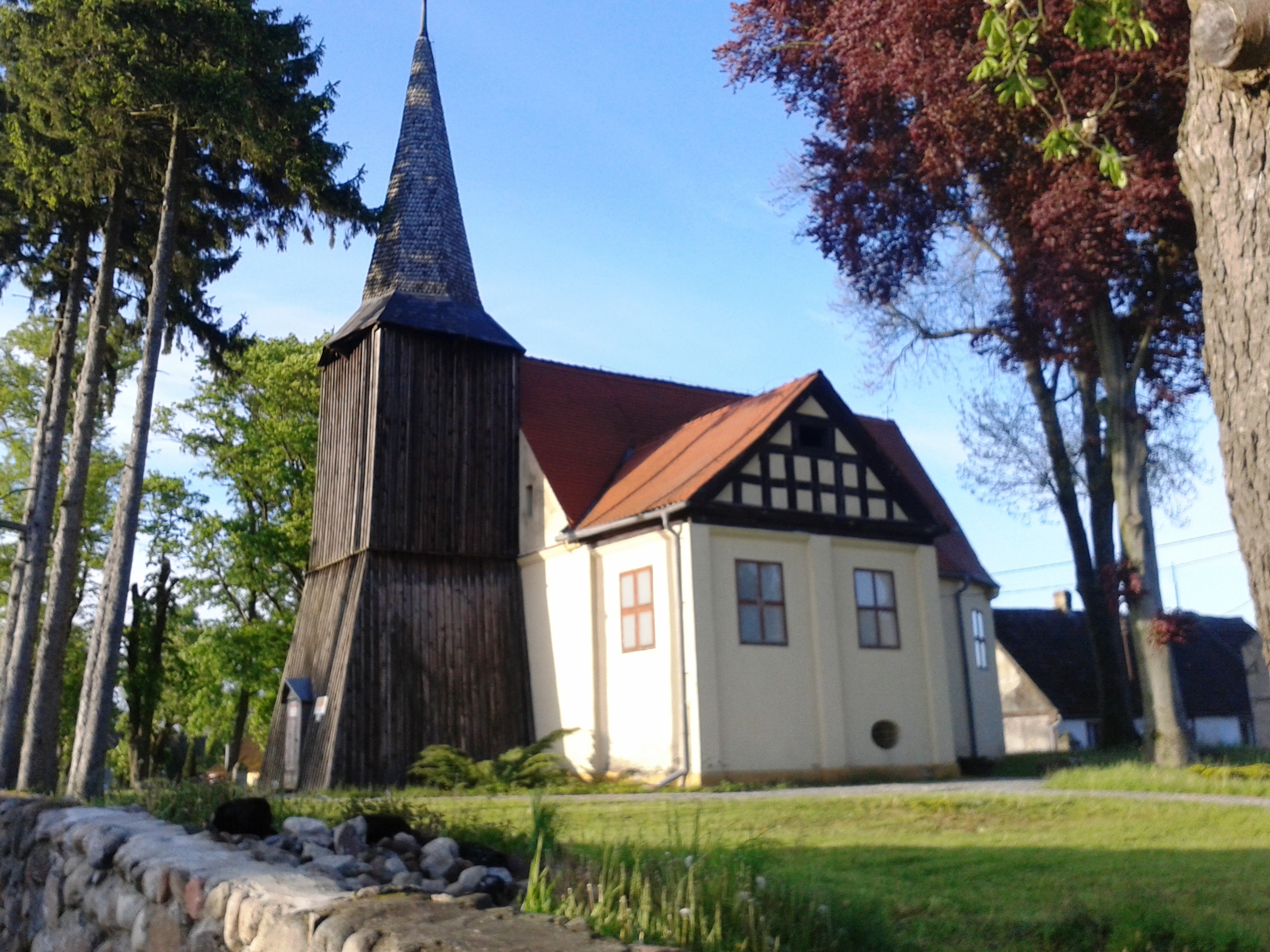
Костёл — Выседле
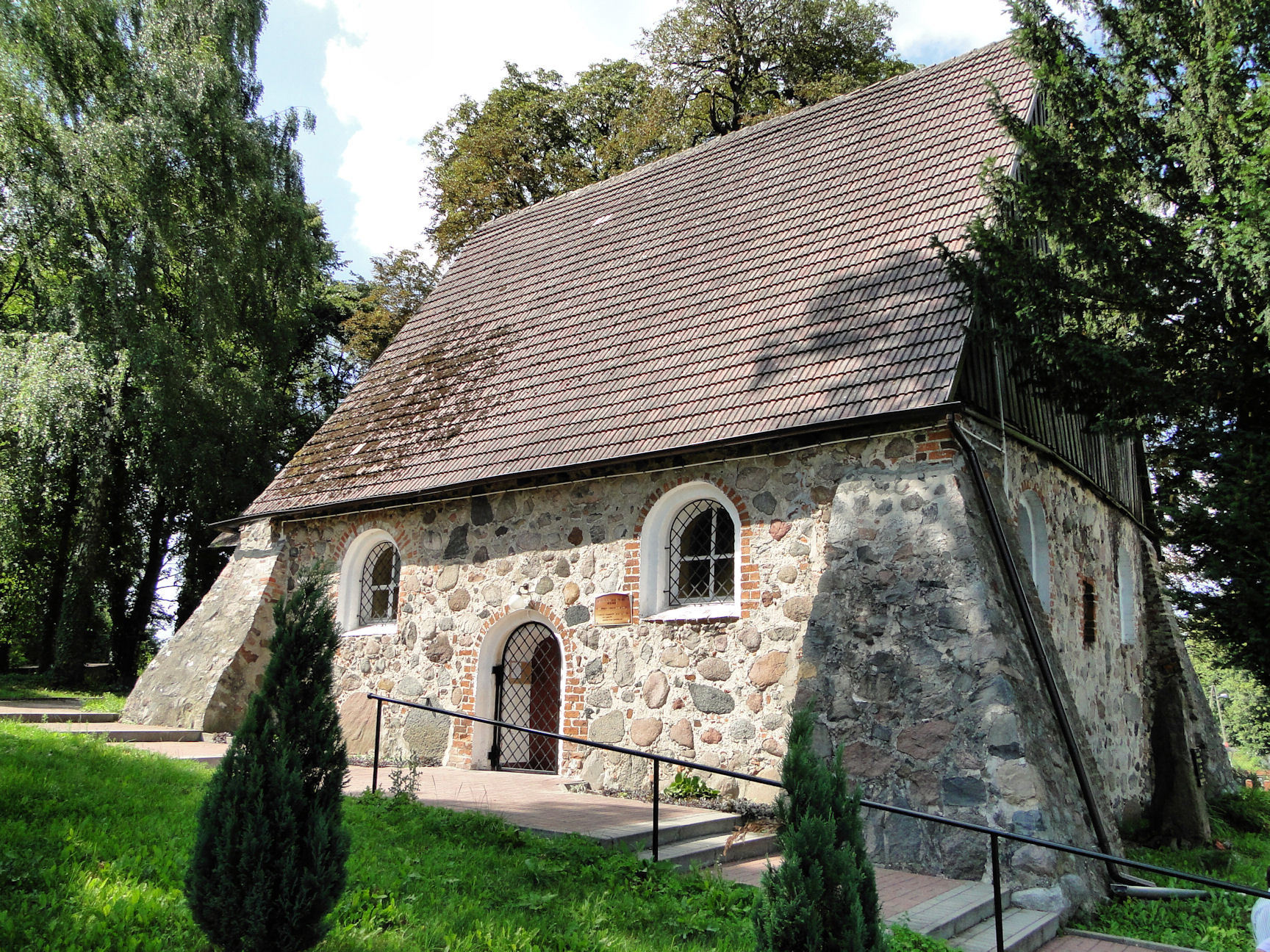
Костёл — Добешево
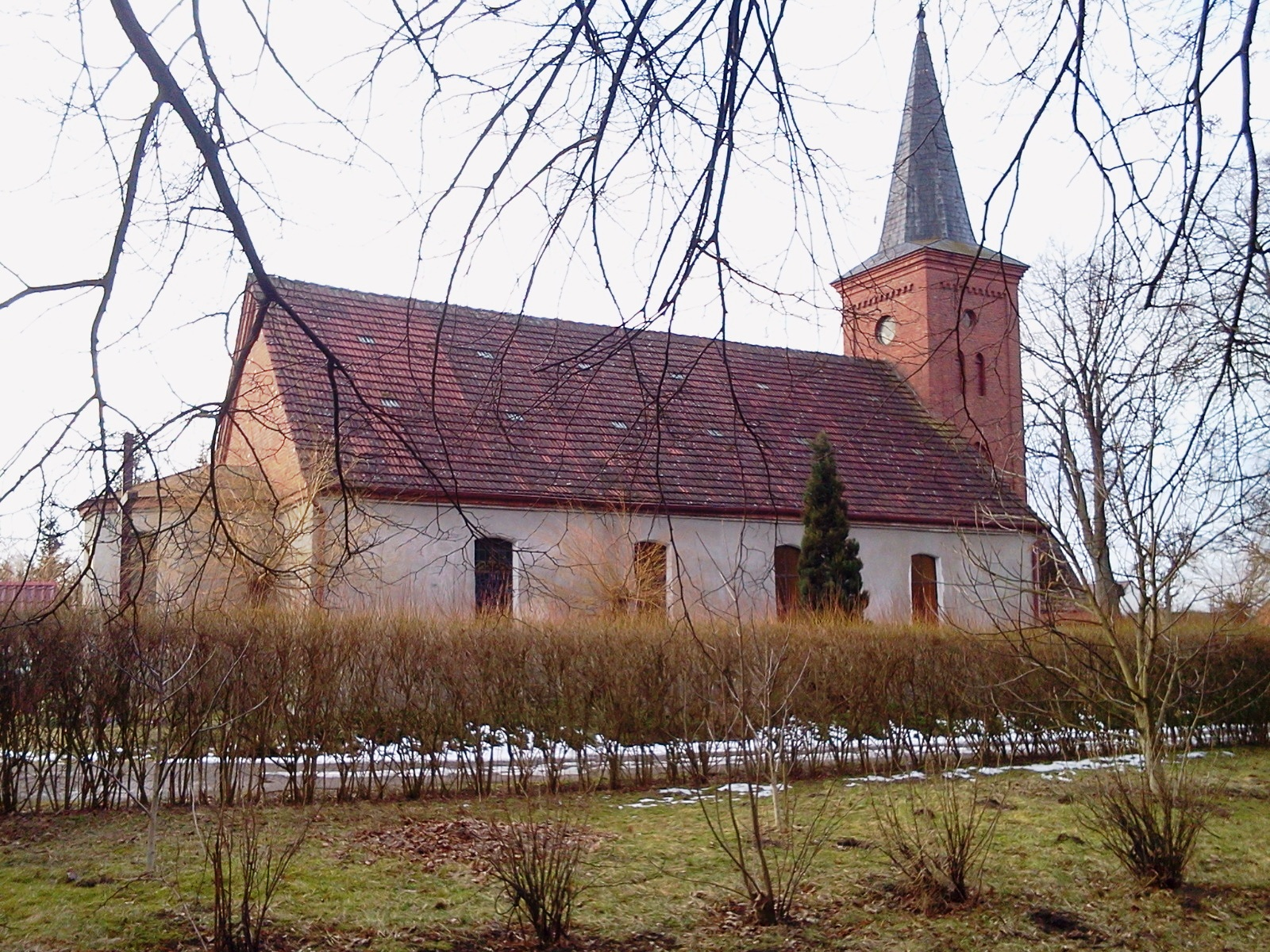
Костёл — Бэлчна
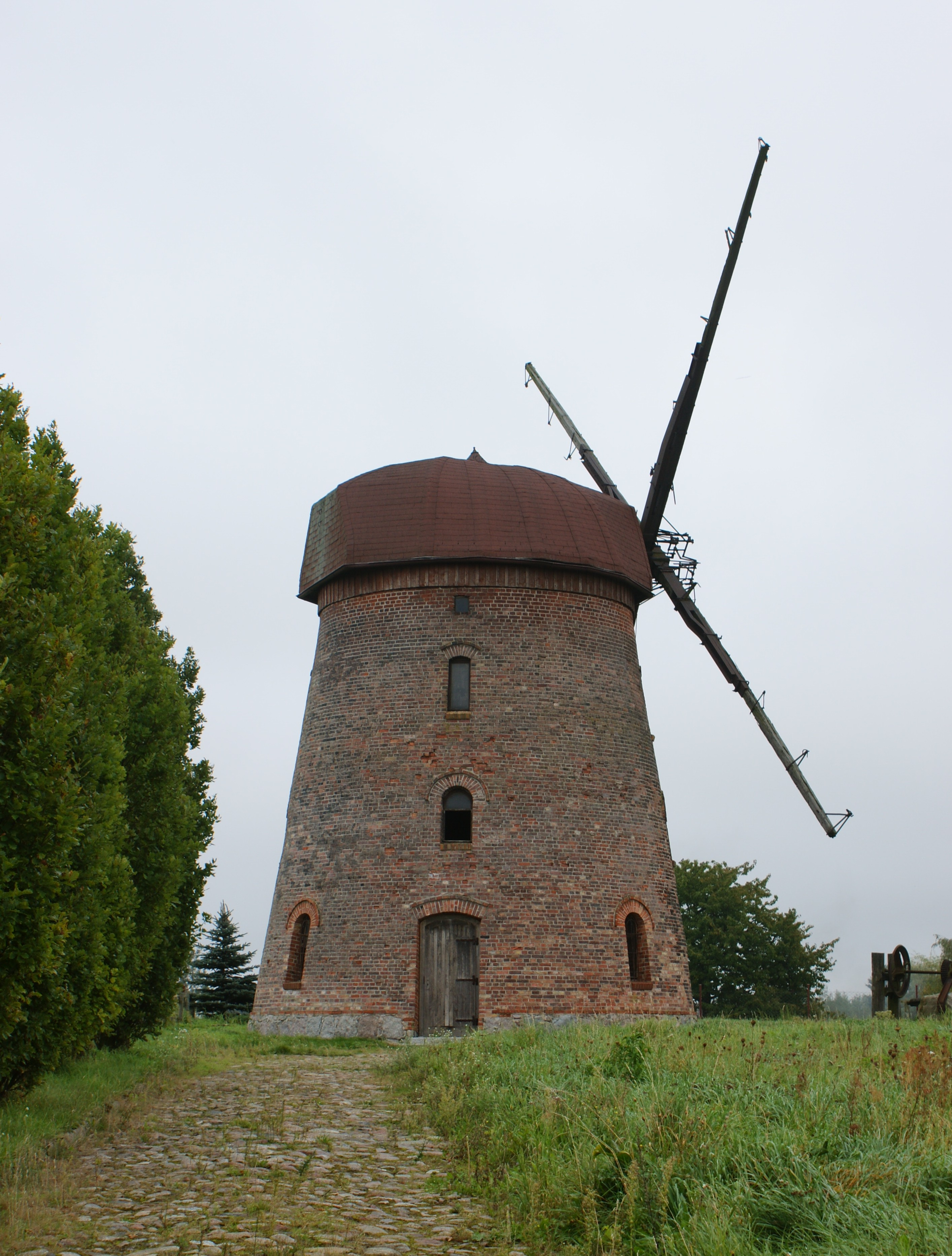
Порадз — ветряная мельница
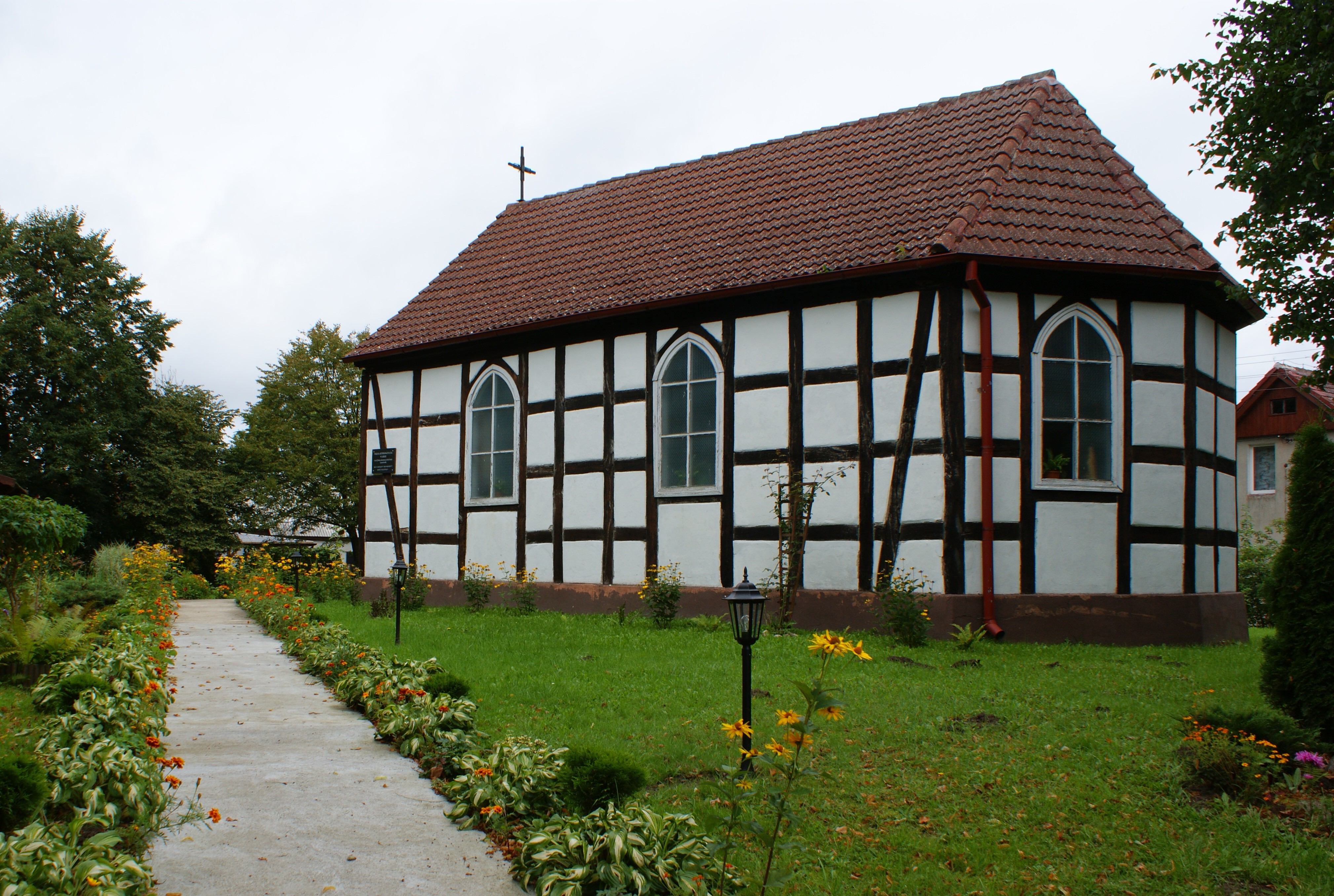
Карвово — костёл
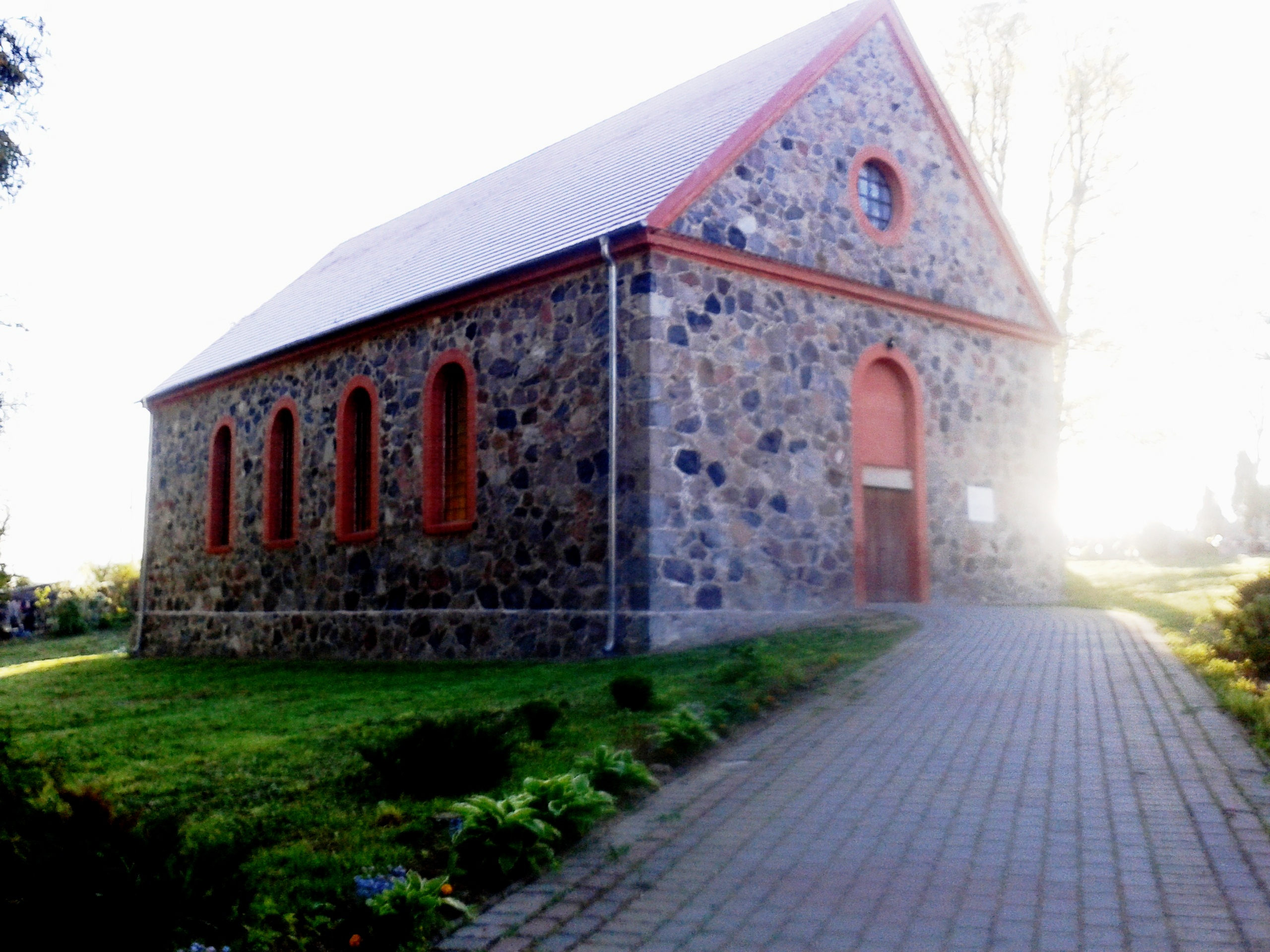
Заезеже — костёл
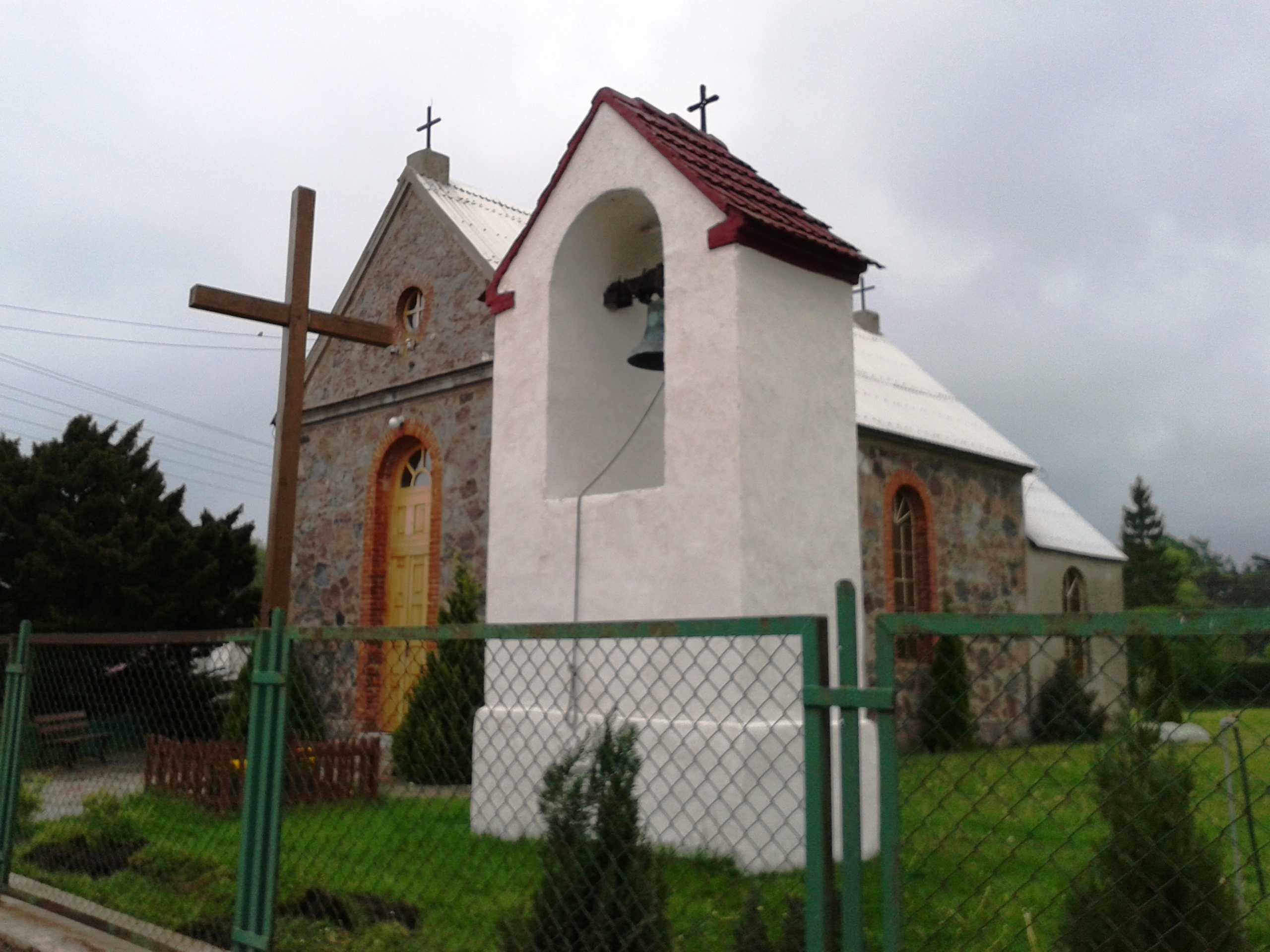
Загужице — костёл
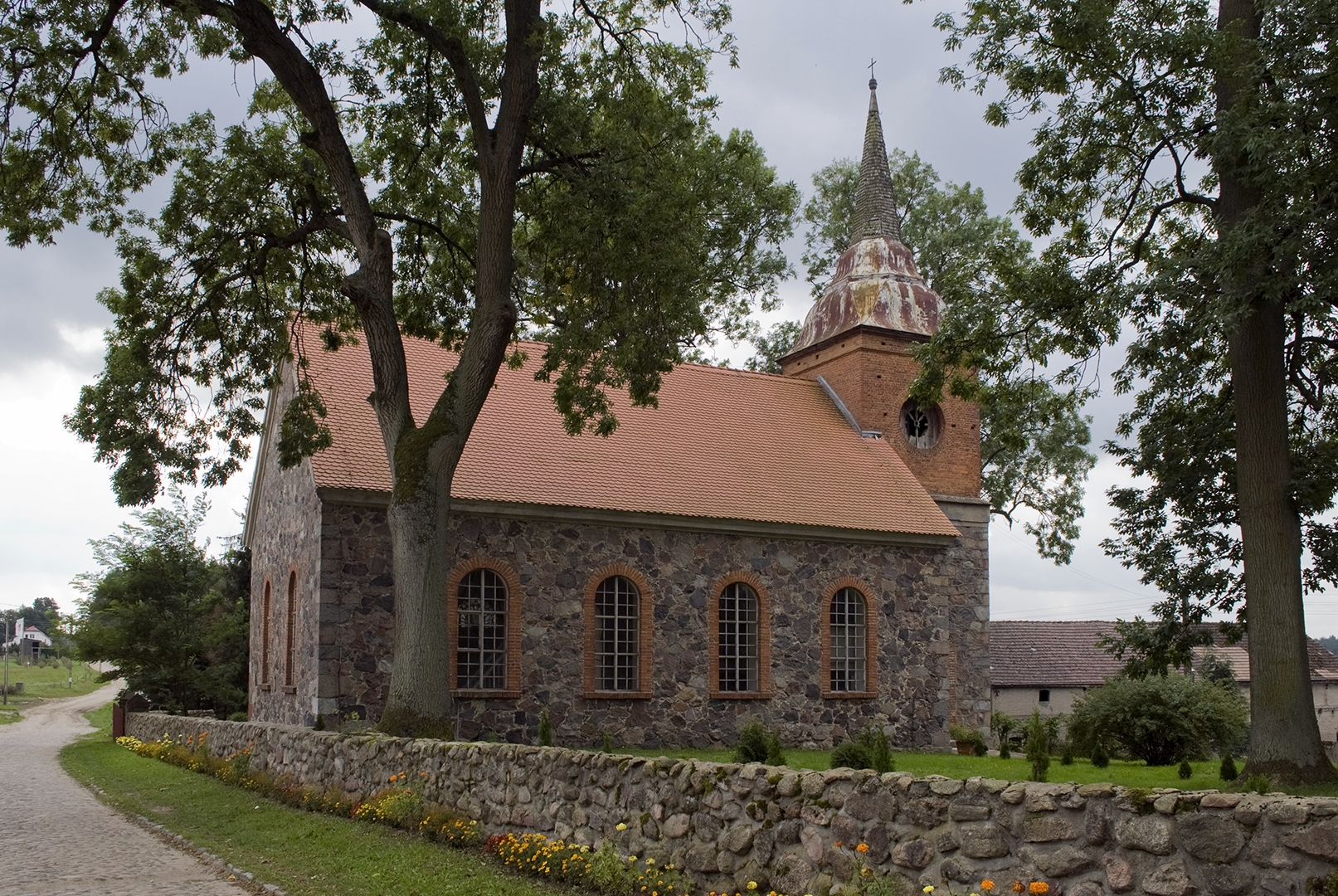
Бонин — костёл
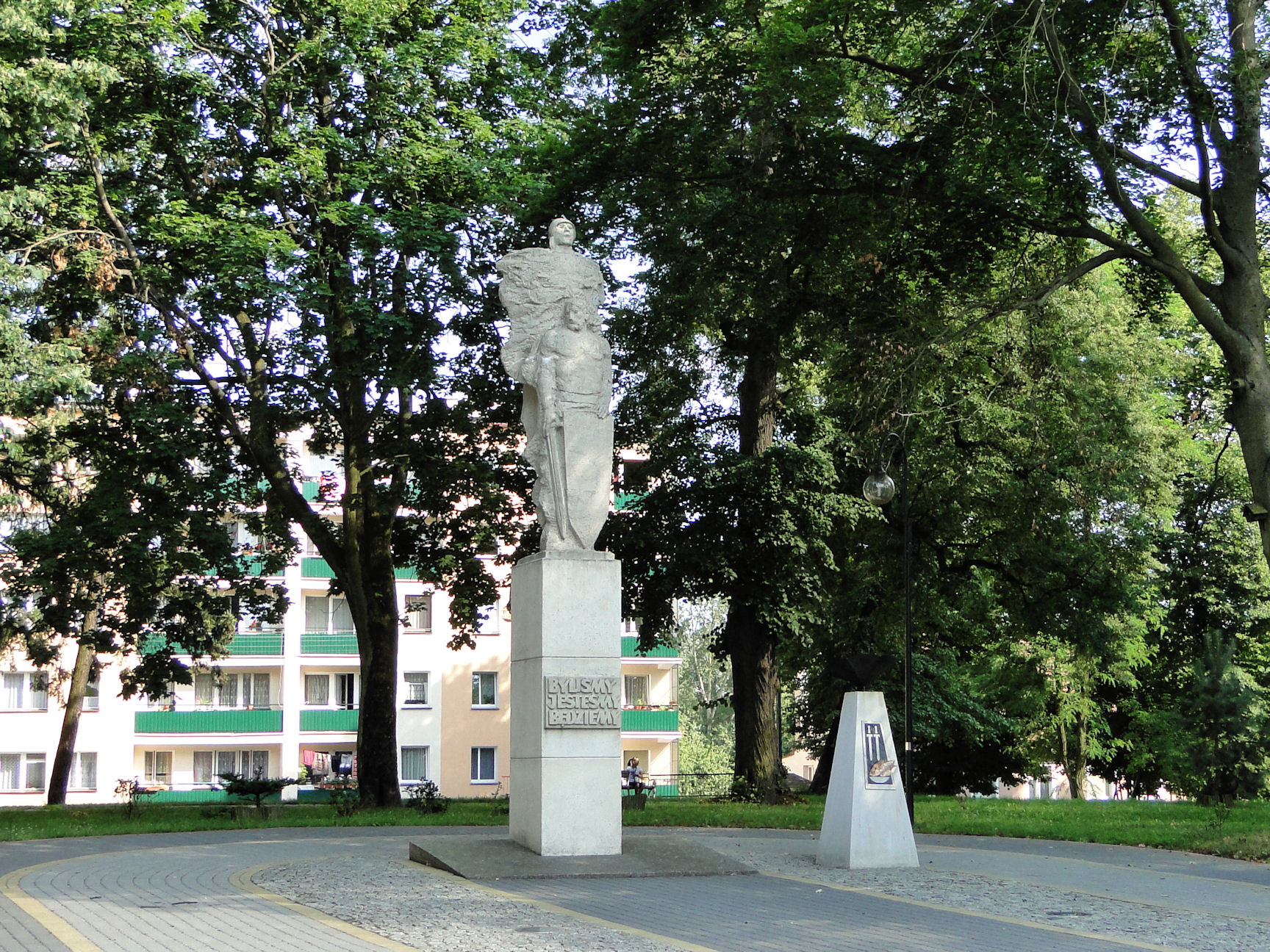
Памятник воинам Войска Польского и Красной Армии, павшим в боях за землю Лобез
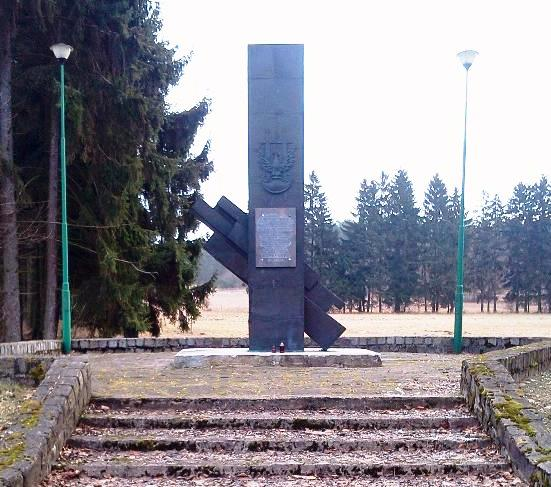
Памятник воинам Красной Армии и Войска Польского, погибшим в окрестностях Лобезa (Łobez - Świętoborzec)